# جنوب جديعة
جنوب جديعة بلدة سوريّة تتبع إداريّاً لمحافظة حلب منطقة منبج ناحية مسكنة، بلغ تعداد سكانها 135 نسمة حسب التعداد السكاني لعام 2004.